# Jaguar XJ (X350)
Jaguar X350 modelové řady XJ je luxusní sedan vyráběný mezi lety 2003 až 2009 britskou automobilkou Jaguar Cars. Nahradil model X308, s nímž sdílel klasický design značky odkazující na první sérii typu XJ, oproti kterému ovšem dostal zcela novou hliníkovou konstrukci. Díky použití šestiválcových motorů se navrátilo také tradiční označení XJ6, které zmizelo spolu s modelem X308 (označován pouze XJ8). Jeho nástupcem se stala současná generace modelu XJ, typ X351.
X350 se poprvé představil veřejnosti v září 2002 na autosalonu v Paříži. Po svém předchůdci zdědil pouze vzhled, který ovšem také prošel nezbytnou modernizací. Nový vůz, navržený šéfdesignér Ianem Callumem (odpovědným i za současný X351), byl nyní delší, širší i vyšší než jeho předchůdce a poskytoval tím více prostoru cestujícím. Vnitřní dvojice předních světlometů byla nově menší než dvojice světlometů vnějších, kola se přesunula blíže k rohům karoserie a přední maska byla mírně pozměněna, společně s chromovanými doplňky. Interiér prošel nutnou evolucí, která v 21. století spočívá především v nabídce různých multimediálních systému, ať již např. značkový hlasem ovládaný program k ovládání klimatizace, telefonu i palubní navigace nebo zcela nové, plně elektricky polohovatelné sedačky. Cestující na zadních sedadlech mají možnost nastavení klimatizace zcela nezávisle na cestujících sedící vpředu. Nechybí ani pro Jaguar typické použití ušlechtilých materiálů na přístrojové desce vozu, od leštěného ořechu po karbonový dekor. Všechny zmíněné specifikace se samozřejmě lišily od stupně výbavy. 
Největší změna se udála v samotné konstrukci vozu, kde byl použit při tvorbě karoserie téměř výlučně hliník. Skořepinová samonosná karoserie byla tvořena hliníkovými panely spojovaných pomocí lepeného postupu a nýtů. Díky specifických vlastnostem hliníku, doplněný místy menším množstvím hořčíkových komponentů, byla výsledná kostra vozu o 40% lehčí a 60% tužší než s použitím oceli. Reálná úspora hmotnosti se pohybovala mezi 150 - 200 kg oproti předchůdci. Od souběžně vyráběného modelu S-Type dostal systém vzduchového odpružení, automaticky upravující světlou výšku vozu i tuhost pérování ve spojení s aktivním pérováním. V nabídce nechybí ABS, adaptivní tempomat, ESP či kontrola trakce.
V nabídce motorizací Jaguaru X350 těsně převažovaly osmiválcové agregáty, které byly evolucí motoru AJ-V8 známého již z X308. Jednalo se o motory V8 zdvihového objemu 4,2 litru, a to bez nebo s přeplňováním. Přeplňovaná kompresorová varianta se prodávala pod označením XJR. Úplnou novinkou byl osmiválcový motor 3,5 litru, vyvinutý ze staršího motoru 3,2. To samé platilo také pro šestiválcové motory, které se nabízely buď v benzinové variantě s objemem 3,0 litru nebo v dieselové variantě o objemu 2,7 litru. Díky použití těchto motorů se na scénu opět vrátil známí název XJ6, který vymizel u řady XJ s příchodem X308. Oproti klasickým XJ6 ovšem nebyl současný XJ6 poháněn řadovými šestiválci, ale vidlicovými. 
| Zážehové motory - V6 3,0 litru (235 koní/175 kW) - V8 3,5 litru (258 koní/190 kW) - V8 4,2 litru 298 koní/219 kW) - V8 4,2 litru přeplňovaný (395 koní/291 kW) | Vznětové motory - V6 2,7 litru (207 koní/152 kW) |

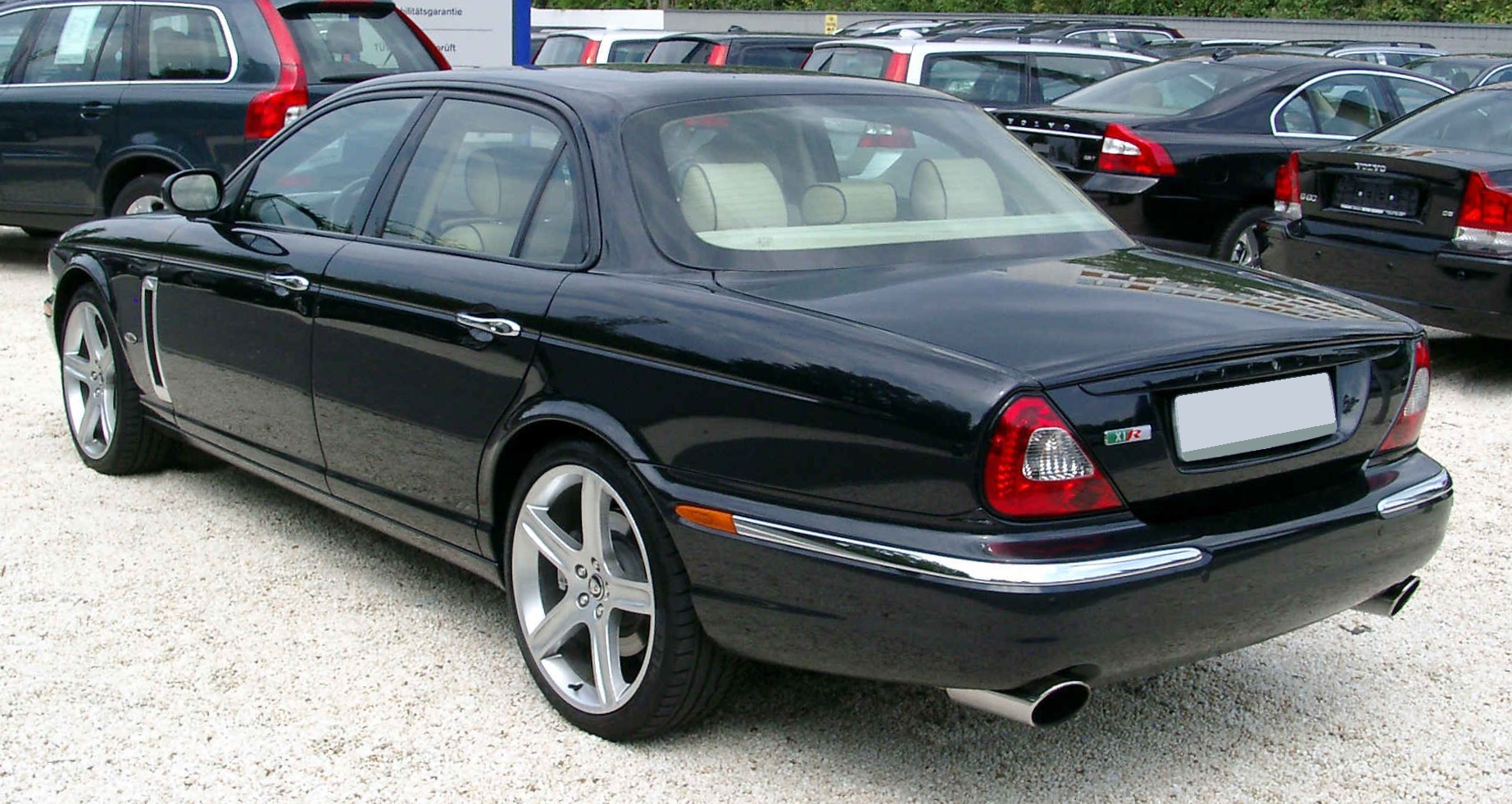
Jaguar XJR

Modelová paleta tradičně zahrnovala i verzi s delším rozvorem náprav, která poskytovala větší komfort a prostor cestujícím zjm. na zadních sedadlech. Tato provedení se označovala zkratkou LWB (Long Wheel Base) a na délku předčila standardní provedení SWB (Short Wheel Base) o 12, 5 cm. Dalším specifickým prvkem řady XJ byla značková verze totožného vozu pod automobilkou Daimler, které s u typu X350 nazývaly Daimler Super V8, potažmo Daimler Super Eight. Jednalo se o přeplňovaný Jaguar XJR s rýhovanou přední maskou a emblémy ve stylu Daimleru.
V roce 2007 prošel X350 mírným faceliftem pro modelový rok 2008, od kterého se vůz nazýval X358. Úpravou prošla maska chladiče i přední nárazník, na předních blatnících přibyly decentní průduchy a změnou prošlo také samotné logo na přídi vozu nebo vnější zpětná zrcátka s integrovanými blinkry. Výroba generace X350, respektive X358 skončila v březnu 2009, čtyři měsíce před londýnskou premiérou současného modelu X351.

## Daimler Super Eight
Daimler Super Eight je top model od Jaguaru.
| Délka                | 5220 mm         |
| Motor                | 4,2litrový V8   |
| Výkon                | 395 hp (291 kW) |
| Rychlost             | 250 km/h        |
| Zrychlení 0-100 km/h | 5,3 s           |
| Okruh                | Automatická     |
| Výrobní období       | 2006-2009       |
| Produkce             | 853 vozidel     |
| Cena                 | 2.753.269 Kč    |